# Navigation basée sur des pulsars X
La navigation basée sur des pulsars X ou XNAV est une technique de navigation spatiale étudiée pour les sondes spatiales chargées de l'exploration du système solaire. Elle doit permettre de déterminer la position de l'engin spatial en toute autonomie sans dépendre du réseau de stations terrestres comme dans les techniques actuelles. Elle repose sur l'observation puis de l'analyse depuis l'engin spatial du signal de plusieurs pulsars milliseconde à l'aide de télescopes X. Cette technique est dans une phase expérimentale car elle nécessite de disposer de télescopes X à la fois très précis et très légers qui restent en 2016 à l'état de prototypes. Deux expériences de mise en œuvre  sont en cours   : l'une est chinoise (XPNAV-1) l'autre est développée par la NASA (SEXTANT). 

## Principes de fonctionnement
Le pulsar est une étoile à neutrons qui tourne très rapidement sur elle-même (période typique de l'ordre de la seconde, voire beaucoup moins pour les pulsars milliseconde) et émettent un fort rayonnement électromagnétique  dans la direction de son axe magnétique. La pulsation du signal des pulsars milliseconde est plus régulière que celle d'une horloge atomique et sa source peut être identifiée grâce aux caractéristiques temporelles de son signal et sa fréquence d'émission. Les pulsars émettant un rayonnement X peuvent être utilisés comme un phare : avec un récepteur de rayonnement X embarqué, un engin spatial en repérant la position de plusieurs pulsars peut, par triangulation, déterminer sa position avec une grande précision. L'engin spatial peut ainsi déterminer en toute autonomie les modifications à effectuer dans sa trajectoire pour accomplir sa mission. 
Ce mode de navigation, baptisé XNAV, se heurte toutefois à plusieurs difficultés. Il nécessite de constituer des tables d'éphémérides extrêmement précises des pulsars à rayons X dont le signal est utilisé. Mais la difficulté est avant tout technique : la précision des observations effectuées par l'engin spatial nécessite dans l'état actuel de la technique des télescopes beaucoup trop lourds. La recherche porte sur de nouvelles  technologies da fabrication des miroirs permettant de limiter leur masse : plaques de silicium avec pores optiques, miroir en verre avec micropores, ...

## Mise en œuvre
L'Académie chinoise de technologie spatiale (CAST) a développé le satellite XPNAV 1 destiné à mettre au point des instruments adaptés à ce besoin. L'agence spatiale américaine, la NASA, a développé de son côté l'instrument SEXTANT qui utilisera le rayonnement X collecté par les 56 télescopes de l'observatoire NICER qui doit être installé à bord de la Station spatiale internationale vers 2017. 